# اقتصاد السويد
الاقتصاد السويدي هو اقتصاد تصديري متطور مدعوم بصادرات أخشاب البناء وخام الحديد والطاقة المائية. القطاعات الصناعية الرئيسية تشمل صناعة السيارات والأدوية والاتصالات والألات الصناعية والمعدات الدقيقة والسلع الكيماوية والحديد والصلب والتحريج والسلع والأجهزة المنزلية. يُستخدم القطاع الزراعي الحديث في توظيف أكثر من نصف القوى العاملة بالبلاد، واليوم تعمل السويد على تطوير الصناعات الهندسية والمناجم والصلب للمنافسة عالميًا.
الاقتصاد السويدي هو اقتصاد متطور موجه نحو التصدير مدعوم بالخشب والطاقة الكهرمائية وخام الحديد. هذه تشكل قاعدة موارد الاقتصاد الموجه نحو التجارة الخارجية. وتشمل الصناعات الرئيسية السيارات، والاتصالات السلكية واللاسلكية، والمستحضرات الصيدلانية، والآلات الصناعية، والمعدات الدقيقة، والسلع الكيماوية، والسلع المنزلية والأجهزة المنزلية، والغابات، والحديد، والصلب. تقليديا الاقتصاد الزراعي الحديث الذي يعمل أكثر من نصف القوى العاملة المحلية، والسويد اليوم تطوير الصناعات الهندسية، والألغام، والصلب واللب التي هي قادرة على المنافسة دوليا، كما يتضح من شركات مثل إريكسون، A SE A / AB B ، SK F ، ألفا لافال، A GA ، ودينو نوبل.
السويد هي اقتصاد مختلط تنافسي يضم دولة رفاهية عالمية سخية تمول من خلال ضرائب الدخل المرتفعة نسبياً والتي تضمن توزيع الدخل في جميع أنحاء المجتمع، وهو نموذج يُطلق عليه أحيانًا نموذج الشمال. في عام 2014، بلغت نسبة الثروة الوطنية التي تملكها الحكومة 24.1٪.
نظرًا لكون السويد بلدًا محايدًا ولم يشارك بنشاط في الحرب العالمية الثانية، لم يكن عليها إعادة بناء قاعدتها الاقتصادية ونظامها المصرفي وبلدها ككل، كما فعلت العديد من الدول الأوروبية الأخرى. حققت السويد مستوى معيشة مرتفعًا في ظل نظام مختلط من رأسمالية التكنولوجيا الفائقة ومزايا الرفاهية الشاملة. السويد لديها ثاني أعلى إجمالي إيرادات الضرائب وراء الدنمارك، كحصة من دخل البلاد. اعتبارا من عام 2012، بلغ إجمالي الإيرادات الضريبية 44.2 ٪ من الناتج المحلي الإجمالي، بانخفاض عن 48.3 ٪ في عام 2006.
يتوقع المعهد القومي للبحوث الاقتصادية نمو الناتج المحلي الإجمالي بنسبة 1.8 ٪ و 3.1 ٪ و 3.4 ٪ في عام 2014 و 2015 و 2016 على التوالي. كشفت مقارنة لمعدلات النمو الاقتصادي القادمة لدول الاتحاد الأوروبي أن دول البلطيق وبولندا وسلوفاكيا هي الدول الوحيدة التي من المتوقع أن تحافظ على معدلات نمو مماثلة أو أعلى.

## التاريخ
في القرن التاسع عشر، تطورت السويد من اقتصاد زراعي إلى حد كبير إلى بدايات بلد صناعي متحضر. كان الفقر لا يزال واسع الانتشار. ومع ذلك، كانت الدخول مرتفعة بما يكفي لتمويل الهجرة إلى أماكن بعيدة، مما دفع جزءًا كبيرًا من البلاد للمغادرة، وخاصة إلى الولايات المتحدة. تم تنفيذ الإصلاحات الاقتصادية وإنشاء نظام اقتصادي حديث والبنوك والشركات خلال النصف الأخير من القرن التاسع عشر. خلال ذلك الوقت كانت السويد بطريقة ما «قوة» للمنطقة الاسكندنافية مع عملية تصنيع قوية بدأت في الستينيات من القرن التاسع عشر. علاوة على ذلك، تطور البرلمان السويدي إلى برلمان نشط للغاية بالفعل خلال «عصر الحرية» (1719-1772)، واستمر هذا التقليد في القرن التاسع عشر، ووضع الأساس للانتقال نحو الديمقراطية الحديثة في نهاية القرن المذكور. بصرف النظر عن المستويات العالية نسبيا لتكوين رأس المال البشري، ونتيجة للإصلاحات والسياسات الحكومية ذات الصلة، كانت هذه التقاليد الديمقراطية المحلية هي الأصل الآخر الذي جعل «اللحاق بالركب» في الدول الاسكندنافية، بما في ذلك السويد، وربما كان هذا الارتفاع الاقتصادي أبرز ظاهرة في تلك المنطقة خلال القرن التاسع عشر.
بحلول الثلاثينيات من القرن الماضي، حصلت السويد على ما وصفته مجلة الحياة في عام 1938 بأنه «أعلى مستوى معيشة في العالم». أعلنت السويد نفسها محايدة خلال الحربين العالميتين، وبالتالي تجنب الكثير من الدمار المادي وبدلاً من ذلك، وخاصة بعد الحرب العالمية الأولى، استفادت من الظروف الجديدة - مثل الطلب المتزايد على المواد الخام والمواد الغذائية واختفاء المنافسة الدولية على صادراتها. دفعت طفرة ما بعد الحرب، التي كانت استمرارًا لاتجاهات تضخمية قوية خلال الحرب نفسها، السويد إلى ازدهار اقتصادي أكبر. ابتداءً من السبعينيات وبلغت ذروتها بالركود العميق في أوائل التسعينيات، تطورت مستويات المعيشة السويدية بشكل أقل إيجابية من العديد من البلدان الصناعية الأخرى. منذ منتصف التسعينيات، تحسن الأداء الاقتصادي.
في عام 2009، احتلت السويد المرتبة العاشرة من حيث إجمالي الناتج المحلي للفرد من حيث القيمة الاسمية، وكانت في المرتبة الرابعة عشرة من حيث تعادل القوة الشرائية.

## أزمة التسعينات
المقال الرئيسي: إنقاذ البنوك السويدية
كان للسويد نموذج اقتصادي في فترة ما بعد الحرب العالمية الثانية التي تتميز بالتعاون الوثيق بين الحكومة والنقابات العمالية والشركات. يتمتع الاقتصاد السويدي بفوائد اجتماعية شاملة وعالمية بتمويل من الضرائب المرتفعة، بما يقرب من 50 ٪ من الناتج المحلي الإجمالي. في الثمانينات، تشكلت فقاعة عقارية وعقارية، مدفوعة بزيادة سريعة في الإقراض. تسببت إعادة هيكلة النظام الضريبي، من أجل التأكيد على انخفاض التضخم إلى جانب التباطؤ الاقتصادي الدولي في أوائل التسعينيات، في انفجار الفقاعة. بين عامي 1990 و 1993 انخفض الناتج المحلي الإجمالي بنسبة 5 ٪ والبطالة ارتفعت، مما تسبب في أسوأ أزمة اقتصادية في السويد منذ 1930s. وفقًا لتحليل نُشر في Computer Sweden في عام 1992، انخفض مستوى الاستثمار بشكل كبير بالنسبة لتكنولوجيا المعلومات ومعدات الحوسبة، باستثناء القطاع المالي والمصرفي، وهو جزء من الصناعة التي تسببت في الأزمة. تمت استعادة مستويات الاستثمار في تكنولوجيا المعلومات وأجهزة الكمبيوتر في عام 1993. في عام 1992 كان هناك ركض على العملة، حيث قام البنك المركزي بزيادة الفائدة لفترة قصيرة إلى 500 ٪ في محاولة فاشلة للدفاع عن سعر صرف العملة الثابت. انخفض إجمالي العمالة بنسبة 10 ٪ تقريبا خلال الأزمة.
انتهت طفرة العقارات في تمثال نصفي. استحوذت الحكومة على ما يقرب من ربع الأصول المصرفية بتكلفة تبلغ حوالي 4 ٪ من الناتج المحلي الإجمالي للبلاد. كان هذا يعرف بالعامية باسم «حل ستوكهولم». في عام 2007، أشار مجلس الاحتياطي الفيدرالي في الولايات المتحدة إلى أنه «في أوائل سبعينيات القرن الماضي، كان للسويد أحد أعلى مستويات الدخل في أوروبا؛ واليوم، اختفت قيادتها... لكن، حتى الأزمات المالية المدارة جيدًا لا تفعل ذلك حقًا. لدينا نهاية سعيدة».
لا يمكن أن يستمر نظام الرعاية الاجتماعية الذي كان ينمو بسرعة منذ سبعينيات القرن الماضي مع انخفاض الناتج المحلي الإجمالي، وانخفاض العمالة ومدفوعات الرعاية الاجتماعية الأكبر. في عام 1994 تجاوز عجز الموازنة الحكومية 15٪ من الناتج المحلي الإجمالي. كانت استجابة الحكومة لخفض الإنفاق ووضع العديد من الإصلاحات لتحسين القدرة التنافسية للسويد. عندما تحسنت النظرة الاقتصادية الدولية إلى جانب النمو السريع في قطاع تكنولوجيا المعلومات، والذي كانت السويد في وضع جيد للاستفادة منه، كانت البلاد قادرة على الخروج من الأزمة.
كان ينظر إلى أزمة التسعينيات على أنها نهاية لنموذج الرفاه الاجتماعي الذي أطلق عليه اسم "Svenska modellen"، حرفيًا «النموذج السويدي»، حيث أثبت أن الإنفاق الحكومي على المستويات التي كانت سائدة في السويد سابقًا لم يكن مستدامًا على المدى الطويل في الاقتصاد العالمي المفتوح. في الواقع، كان يتعين النظر إلى الكثير من المزايا الشهيرة للنموذج السويدي كنتيجة للحالة الخاصة لما بعد الحرب العالمية الثانية، والتي تركت السويد دون مساس عندما كانت اقتصادات المنافسين ضعيفة نسبيًا.
ومع ذلك، فإن الإصلاحات التي سُنت خلال التسعينيات يبدو أنها خلقت أنموذج يمكن من خلاله الحفاظ على مزايا الرفاهية الشاملة في الاقتصاد العالمي.

## البيانات
يوضح الجدول التالي المؤشرات الاقتصادية الرئيسية في الفترة 1980-2017. التضخم تحت 2 ٪ باللون الأخضر.
| السنة | الناتج المحلي الإجمالي (بالمليارات الدولارات الأمريكية PPP) | الناتج المحلي الإجمالي لكل شخص (in US$ PPP) | نمو الناتج المحلي الإجمالي (الحقيقي) | معدل التضخم (كنسبة مئوية) | البطالة (كنسبة مئوية) | الدين الحكومي (كنسبة مئوية من الناتج المحلي الإجمالي) |
| ----- | ----------------------------------------------------------- | ------------------------------------------- | ------------------------------------ | ------------------------- | --------------------- | ----------------------------------------------------- |
| 1980  | 87.5                                                        | 10,516                                      | 4.6 %                                | 17.5 %                    | 2.7 %                 | n/a                                                   |
| 1981  | 100.0                                                       | 12,013                                      | 4.5 %                                | 12.1 %                    | 3.4 %                 | n/a                                                   |
| 1982  | 107.7                                                       | 12,933                                      | 1.4 %                                | 8.6 %                     | 4.3 %                 | n/a                                                   |
| 1983  | 114.3                                                       | 13,715                                      | 2.1 %                                | 8.9 %                     | 4.8 %                 | n/a                                                   |
| 1984  | 123.4                                                       | 14,791                                      | 4.3 %                                | 8.0 %                     | 4.2 %                 | n/a                                                   |
| 1985  | 130.1                                                       | 15,582                                      | 2.3 %                                | 7.4 %                     | 3.9 %                 | n/a                                                   |
| 1986  | 136.7                                                       | 16,315                                      | 2.9 %                                | 4.2 %                     | 3.6 %                 | n/a                                                   |
| 1987  | 144.8                                                       | 17,211                                      | 3.3 %                                | 4.2 %                     | 2.9 %                 | n/a                                                   |
| 1988  | 153.6                                                       | 18,155                                      | 2.5 %                                | 5.8 %                     | 2.4 %                 | n/a                                                   |
| 1989  | 163.5                                                       | 19,172                                      | 2.4 %                                | 6.4 %                     | 2.0 %                 | n/a                                                   |
| 1990  | 170.9                                                       | 19,891                                      | 0.8 %                                | 3.2 %                     | 2.2 %                 | n/a                                                   |
| 1991  | 174.8                                                       | 20,216                                      | ▼−1.0 %                              | 8.8 %                     | 4.0 %                 | n/a                                                   |
| 1992  | 177.0                                                       | 20,363                                      | ▼−1.0 %                              | 1.4 %                     | 7.1 %                 | n/a                                                   |
| 1993  | 177.7                                                       | ▼20,315                                     | ▼−2.0 %                              | 4.7 %                     | 11.2 %                | 66.3 %                                                |
| 1994  | 188.9                                                       | 21,421                                      | 4.1 %                                | 2.9 %                     | 10.8 %                | 68.7 %                                                |
| 1995  | 200.6                                                       | 22,693                                      | 4.0 %                                | 2.5 %                     | 10.4 %                | 68.8 %                                                |
| 1996  | 207.3                                                       | 23,439                                      | 1.5 %                                | 1.0 %                     | 10.9 %                | 69.2 %                                                |
| 1997  | 217.0                                                       | 24,524                                      | 2.9 %                                | 1.8 %                     | 10.9 %                | 68.0 %                                                |
| 1998  | 228.6                                                       | 25,818                                      | 4.2 %                                | 1.0 %                     | 8.8 %                 | 65.8 %                                                |
| 1999  | 242.6                                                       | 27,378                                      | 4.5 %                                | 0.6 %                     | 7.6 %                 | 60.5 %                                                |
| 2000  | 259.9                                                       | 29,257                                      | 4.7 %                                | 1.3 %                     | 6.3 %                 | 50.6 %                                                |
| 2001  | 270.0                                                       | 30,302                                      | 1.5 %                                | 2.7 %                     | 5.8 %                 | 51.7 %                                                |
| 2002  | 279.8                                                       | 31,294                                      | 2.1 %                                | 1.9 %                     | 6.0 %                 | 49.8 %                                                |
| 2003  | 292.1                                                       | 32,552                                      | 2.4 %                                | 2.3 %                     | 6.6 %                 | 48.9 %                                                |
| 2004  | 313.2                                                       | 34,754                                      | 4.3 %                                | 1.0 %                     | 7.4 %                 | 47.9 %                                                |
| 2005  | 332.4                                                       | 36,735                                      | 2.8 %                                | 0.8 %                     | 7.6 %                 | 48.2 %                                                |
| 2006  | 358.6                                                       | 39,354                                      | 4.7 %                                | 1.5 %                     | 7.0 %                 | 43.1 %                                                |
| 2007  | 380.7                                                       | 41,460                                      | 3.4 %                                | 1.7 %                     | 6.1 %                 | 38.2 %                                                |
| 2008  | 386.0                                                       | 41,704                                      | ▼−0.5 %                              | 3.3 %                     | 6.2 %                 | 36.8 %                                                |
| 2009  | ▼368.8                                                      | ▼39,483                                     | ▼−5.2 %                              | 1.9 %                     | 8.3 %                 | 40.3 %                                                |
| 2010  | 395.7                                                       | 42,022                                      | 6.0 %                                | 1.9 %                     | 8.6 %                 | 38.6 %                                                |
| 2011  | 414.6                                                       | 43,719                                      | 2.7 %                                | 1.4 %                     | 7.8 %                 | 37.9 %                                                |
| 2012  | 421.0                                                       | 44,058                                      | ▼−0.3 %                              | 0.9 %                     | 8.0 %                 | 38.1 %                                                |
| 2013  | 433.1                                                       | 44,907                                      | 0.4 %                                | 0.4 %                     | 8.0 %                 | 40.8 %                                                |
| 2014  | 452.4                                                       | 46,410                                      | 2.6 %                                | 0.2 %                     | 7.9 %                 | 45.5 %                                                |
| 2015  | 478.0                                                       | 48,519                                      | 4.5 %                                | 0.7 %                     | 7.4 %                 | 44.2 %                                                |
| 2016  | 499.7                                                       | 49,996                                      | 3.2 %                                | 1.1 %                     | 7.0 %                 | 42.2 %                                                |
| 2017  | 520.9                                                       | 51,475                                      | 2.4 %                                | 1.9 %                     | 6.9 %                 | 40.9 %                                                |

## الاقتصاد الحالي
السويد هي اقتصاد مختلط موجه نحو التصدير يتميز بنظام توزيع حديث، واتصالات داخلية وخارجية ممتازة، وقوة عاملة ماهرة. تشكل الأخشاب والطاقة الكهرمائية وخام الحديد قاعدة موارد لاقتصاد موجه بشكل كبير نحو التجارة الخارجية. يمثل قطاع الهندسة في السويد 50 ٪ من الإنتاج والصادرات. الاتصالات السلكية واللاسلكية وصناعة السيارات والصناعات الدوائية هي أيضا ذات أهمية كبيرة. تمثل الزراعة 2 في المائة من الناتج المحلي الإجمالي والعمالة.
كانت أكبر 20 شركة مسجلة في السويد من حيث قيمة التداول في عام 2013 هي فولفو وإريكسون وفاتينفول وسكانسكا وهينيس وموريتز وإلكترولوكس وفولفو بيرفنفانيار وبريم وتيلياسونيرا وساندفيك وآيكيا وأطلس كوبكو ونورديا وسفينسكا سيلولوزا أكتيبولاجيت وسكانيا وسيكيوريتاس و Nor d st j r n an و SK F و AB B Nor den Holding و Sony Mobile Communications AB. صناعة السويد تحت سيطرة القطاعين العام والعام، وأبرز مثال على ذلك هو L K AB ، وهي شركة تعدين مملوكة للدولة، ومعظمها نشط في الجزء الشمالي من البلاد، مع أكبر حصة سوقية من جميع منافسيها المحليين.
يعمل حوالي 4.5 مليون نسمة، ثلثهم تقريباً من ذوي التعليم العالي. الناتج المحلي الإجمالي في الساعة هو 9 أعلى مستوى في العالم عند 31 دولار في عام 2006، مقارنة بـ 22 دولارًا في إسبانيا و 35 دولارًا في الولايات المتحدة. وفقًا لمنظمة التعاون الاقتصادي والتنمية، كان إلغاء القيود التنظيمية والعولمة ونمو قطاع التكنولوجيا من العوامل المحركة الرئيسية للإنتاجية. الناتج المحلي الإجمالي لكل ساعة ينمو 2
1- 2 في المائة سنوياً بالنسبة للاقتصاد ككل ونمو الإنتاجية المتوازن بشروط التجارة 2٪. السويد هي شركة عالمية رائدة في مجال المعاشات التقاعدية المخصخصة ومشاكل تمويل المعاشات التقاعدية صغيرة مقارنة بالعديد من بلدان أوروبا الغربية الأخرى. أصبح سوق العمل السويدي أكثر مرونة، لكنه لا يزال لديه بعض المشاكل المعترف بها على نطاق واسع. العامل العادي يتلقى 40 ٪ فقط من دخله بعد قطع الضرائب. لا يزال الانخفاض الإجمالي في الضرائب، والذي يمثل 51.1٪ من الناتج المحلي الإجمالي في عام 2007، ضعف ما يقرب من ذلك في الولايات المتحدة أو أيرلندا. يبلغ عدد موظفي الخدمة المدنية ثلث القوى العاملة السويدية، أي عدة أضعاف النسبة في العديد من البلدان الأخرى. بشكل عام، كان نمو الناتج المحلي الإجمالي سريعًا منذ الإصلاحات في أوائل التسعينيات، وخاصة في التصنيع.
يحتل مؤشر القدرة التنافسية للمنتدى الاقتصادي العالمي 2012-2013 المرتبة الرابعة بين السويد في مجال المنافسة. يصنف مؤشر الحرية الاقتصادية 2012 السويد في المرتبة 21 من بين 179 دولة، أو 10 من أصل 43 دولة أوروبية. احتلت السويد المركز التاسع في حولية I M D التنافسية لعام 2008، حيث سجلت أعلى مستوى في كفاءة القطاع الخاص. وفقًا لكتاب «رحلة الصف الإبداعي»، من خلال الدراسات الحضرية الأمريكية، تم تصنيف البروفيسور ريتشارد فلوريدا من جامعة تورنتو بالسويد على أنه أفضل إبداع في أوروبا من أجل الأعمال ويتوقع أن يصبح مغنطيسًا موهوبًا لمعظم دول العالم العمال هادفة. جمع الكتاب فهرسًا لقياس نوع الإبداع الذي يدعي أنه مفيد للغاية لمهارات العمل والتكنولوجيا والتسامح. بلغت استثمارات السويد في البحث والتطوير، في عام 2007، أكثر من 3.5 ٪ من الناتج المحلي الإجمالي. هذا أعلى بكثير من عدد من ME DC s ، بما في ذلك الولايات المتحدة، وهو الأكبر بين أعضاء OE CD.
رفضت السويد اليورو في استفتاء عام 2003، وتحتفظ السويد بعملتها الخاصة، الكرونا السويدية (SE K). يركز بنك R i k s bank السويدي - الذي تم تأسيسه في عام 1668 مما يجعله أقدم بنك مركزي في العالم - حاليًا على استقرار الأسعار مع هدف التضخم الذي يبلغ 2٪. وفقًا للمسح الاقتصادي للسويد 2007 الذي أجرته منظمة التعاون الاقتصادي والتنمية، كان متوسط التضخم في السويد واحدًا من أقل المعدلات بين الدول الأوروبية منذ منتصف التسعينيات، ويرجع ذلك إلى حد كبير إلى إلغاء القيود التنظيمية والاستخدام السريع للعولمة.
أكبر التدفقات التجارية هي مع ألمانيا والولايات المتحدة والنرويج والمملكة المتحدة والدنمارك وفنلندا.
لقد سطعت الصورة الاقتصادية السويدية بشكل كبير منذ الركود الحاد في أوائل التسعينيات. كان النمو قوياً في السنوات الأخيرة، وعلى الرغم من تباطؤ النمو في الاقتصاد بين عامي 2001 و 2003، فقد ارتفع معدل النمو منذ ذلك الحين بمعدل نمو متوسط قدره 3.7 ٪ في السنوات الثلاث الماضية. لا تزال آفاق النمو طويلة الأجل مواتية. معدل التضخم منخفض ومستقر، مع توقعات باستمرار مستويات منخفضة على مدى 2-3 سنوات القادمة.
منذ منتصف التسعينيات، كان قطاع التصدير مزدهرًا، حيث كان المحرك الرئيسي للنمو الاقتصادي. أثبتت الصادرات السويدية أيضًا أنها قوية بشكل مدهش. أدى التحول الملحوظ في هيكل الصادرات، حيث استحوذت الخدمات وصناعة تكنولوجيا المعلومات والاتصالات من الصناعات التقليدية مثل الصلب والورق واللب، على جعل قطاع التصدير السويدي أقل عرضة للتقلبات الدولية. ومع ذلك، في الوقت نفسه، تلقت الصناعة السويدية أموالًا أقل مقابل صادراتها بينما ارتفعت أسعار الواردات. خلال الفترة 1995-2003، انخفضت أسعار الصادرات بنسبة 4 ٪ في نفس الوقت الذي ارتفعت فيه أسعار الواردات بنسبة 11 ٪. التأثير الصافي هو أن معدلات التبادل التجاري السويدية انخفضت بنسبة 13 ٪.
بحلول عام 2014، حذر المشرعون والاقتصاديون وصندوق النقد الدولي من حدوث فقاعة مع ارتفاع أسعار العقارات السكنية وتزايد مستوى ديون الرهن العقاري الشخصية. ارتفع الدين إلى الدخل للأسر فوق 170٪ حيث دعا صندوق النقد الدولي المشرعين إلى التفكير في إصلاح المناطق وغيرها من وسائل توليد قدر أكبر من الإسكان حيث أن الطلب يفوق العرض. بحلول آب (أغسطس) 2014، كان لدى 40٪ من المقترضين من المنازل قروض بفائدة فقط، بينما كان لدى أولئك الذين لم يسددوا رأس المال بمعدل قد يستغرق 100 عام حتى يسدد بالكامل.

### الحكومة
لقد تحسنت ميزانية الحكومة بشكل كبير من عجز قياسي بلغ أكثر من 12 ٪ من الناتج المحلي الإجمالي في عام 1993. في العقد الماضي، من عام 1998 إلى الوقت الحاضر، حققت الحكومة فائضا كل عام، باستثناء عامي 2003 و 2004. فائض عام 2011 هو من المتوقع أن يكون 99 مليار كرونة (15 مليار دولار). لقد أدت عملية الميزانية الجديدة الصارمة ذات الحدود القصوى للإنفاق التي حددها Riksdag ، والتغيير الدستوري إلى مصرف مركزي مستقل، إلى تحسين مصداقية السياسة بشكل كبير.
من منظور الاستدامة المالية على المدى الطويل، دخل الإصلاح الذي طال انتظاره لمعاشات الشيخوخة حيز التنفيذ في عام 1999. وهذا يستلزم نظامًا أكثر قوة مقارنة بالاتجاهات الديمغرافية والاقتصادية الضارة، والتي ينبغي أن تحافظ على نسبة الإجمالي مدفوعات المعاشات التقاعدية على فاتورة الأجور الإجمالية ما يقرب من 20 ٪ في العقود المقبلة. إذا أخذنا معا، فإن إعادة التوحيد المالي وإصلاح نظام المعاشات التقاعدية قد أعادا المالية العامة إلى وضع مستدام. استقر إجمالي الدين العام، الذي قفز من 43 في المائة من الناتج المحلي الإجمالي في عام 1990 إلى 78 في المائة في عام 1994، في منتصف التسعينيات وبدأ في الانخفاض مرة أخرى بدرجة أكبر ابتداءً من عام 1999. وفي عام 2000، انخفض إلى ما دون المستوى الرئيسي البالغ 60 في المائة وقد انخفض إلى مستوى 35 ٪ من الناتج المحلي الإجمالي اعتبارا من عام 2010.

### الاتحاد الاقتصادي والنقدي
المقال الرئيسي: السويد واليورو
تعكس التنمية الاقتصادية الحالية تحسنا ملحوظا للاقتصاد السويدي منذ الأزمة في 1991-1993، بحيث يمكن للسويد بسهولة التأهل للعضوية في المرحلة الثالثة من الاتحاد الاقتصادي والنقدي للاتحاد الأوروبي، واعتماد اليورو كعملة لها. نظريًا، وفقًا لقواعد الاتحاد النقدي الأوروبي، فإن السويد ملزمة بالانضمام، نظرًا لأن البلد لم يحصل على استثناء بموجب أي بروتوكول أو معاهدة (على عكس الدانمرك والمملكة المتحدة). ومع ذلك، قررت الحكومة السويدية في عام 1997 عدم الانضمام إلى العملة الموحدة من بدايتها في 1 يناير 1999. تم تنفيذ هذا الخيار من خلال استغلال ثغرة قانونية، والابتعاد عن عمد عن آلية سعر الصرف الأوروبي. يتحمل البنك المركزي الأوروبي هذه الخطوة حاليًا ، لكنه حذر من أن هذا لن يكون الحال بالنسبة لأعضاء الاتحاد الأوروبي الجدد.
في السنوات الأولى من القرن الحادي والعشرين ، برزت الأغلبية للانضمام إلى الحزب الاشتراكي الديمقراطي الحاكم ، على الرغم من أن المسألة كانت موضع نقاش ساخن ، مع وجود شخصيات بارزة في الحزب من كلا الجانبين. في 14 سبتمبر 2003، تم إجراء استفتاء وطني على اليورو. رفضت أغلبية السويديين 56 ٪ العملة المشتركة ، بينما صوت 42 ٪ لصالحها. لا يتم حاليًا مناقشة أي خطط لإجراء استفتاء جديد أو تصويت برلماني حول هذه المسألة ، على الرغم من أنه تم ضمنيًا إجراء استفتاء آخر في غضون عشر سنوات تقريبًا.

### بطالة
على عكس معظم الدول الأوروبية الأخرى ، حافظت السويد على معدل بطالة حوالي 2 ٪ أو 3 ٪ من قوة العمل طوال الثمانينات. ومع ذلك ، كان هذا مصحوبًا بتضخم مرتفع ومتسارع. أصبح من الواضح أن معدلات البطالة المنخفضة هذه لم تكن مستدامة ، وفي الأزمة الحادة في أوائل التسعينيات ، ارتفع المعدل إلى أكثر من 8٪. في عام 1996، حددت الحكومة هدف خفض البطالة إلى 4٪ بحلول عام 2000. خلال عام 2000، ارتفع التوظيف بمقدار 90,000 شخص ، وهي أكبر زيادة خلال 40 عامًا ، وتم الوصول إلى الهدف في خريف عام 2000. الهدف الجديد: أن 80٪ من السكان في سن العمل سوف يحصلون على وظيفة منتظمة بحلول عام 2004. وقد أعرب البعض عن قلقهم من أن تحقيق هدف التوظيف قد يكون بتكلفة مرتفعة للغاية ، حيث يزيد معدل الأجور ، وبالتالي زيادة التضخم. ومع ذلك ، اعتبارًا من أغسطس 2006، كان ما يقرب من 5٪ من السويديين في سن العمل عاطلين عن العمل ، مقارنة بالهدف الذي وضعته الحكومة. ومع ذلك ، فإن بعض الأشخاص الذين لا يستطيعون العثور على عمل يوضعون في ما يسمى «بالأنشطة السياسية لسوق العمل»، ويشار إليهم باسم "AM S-a t g a r d er".
ووفقًا لجان إيدلينج ، وهو نقابي سابق ، فإن العدد الفعلي للعاطلين عن العمل أعلى بكثير ، ويتم قمع هذه الأرقام من قبل كل من الحكومة والاتحاد النقابي السويدي. في تقرير Ed ling ، أضاف أن 3٪ أخرى من السويديين كانوا مشغولين في خطط العمل التي تنظمها الدولة ، وليس في القطاع الخاص. كما ادعى أن 700000 سويدي آخر إما في إجازة مرضية طويلة الأجل أو في التقاعد المبكر. يسأل Edling كم من هؤلاء الأشخاص عاطلون عن العمل في الواقع. وفقا لتقريره ، فإن معدل «البطالة الفعلية» يحوم بالقرب من 20 ٪. لا يوافق بعض النقاد على مفهوم البطالة «الفعلي»، والذي يُطلق عليه أيضًا «البطالة الواسعة»، لأنهم لا يرون على سبيل المثال الطلاب الذين يريدون وظيفة ، والأشخاص الذين في إجازة مرضية والمجندين العسكريين «العاطلين عن العمل».
وفقًا للإحصاءات السويدية ، بلغت البطالة في يونيو 2013 9.1٪ بين عامة السكان و 29٪ بين 15 إلى 25 عامًا.

### النقابات العمالية
حوالي سبعين في المئة من القوى العاملة السويدية هي نقابية. بالنسبة لمعظم النقابات ، هناك منظمة صاحب عمل مناظرة للشركات. النقابات ومنظمات أصحاب العمل مستقلة عن كل من الحكومة والأحزاب السياسية ، على الرغم من أن أكبر اتحاد للنقابات ، الاتحاد الوطني السويدي لنقابات العمال أو LO (تنظيم العمال ذوي الياقات الزرقاء)، يحتفظ بصلات وثيقة مع أحد الحزبين الرئيسيين ، الديموقراطيون الاجتماعيون.
معدل النقابات بين العمال ذوي الياقات البيضاء مرتفع بشكل استثنائي في السويد - منذ عام 2008 أعلى من العمال ذوي الياقات الزرقاء. في عام 2017، كانت كثافة ذوي الياقات الزرقاء 61 ٪ ، وكثافة ذوي الياقات البيضاء كانت 73 ٪ (الطلاب بدوام كامل يعملون بدوام جزئي مستبعدين). قبل الرسوم المرتفعة إلى حد كبير على صناديق البطالة في الاتحاد في يناير 2007، كانت كثافة نقابات ذوي الياقات الزرقاء والكثافة نفسها (77٪ في عام 2006). بلغ متوسط الكثافة النقابية 70٪ في الأعوام 2011 و 2012 و 2013. يوجد اتحادان رئيسيان ينظمان محترفين وغيرهم من الموظفين المؤهلين: الاتحاد السويدي للعاملين المحترفين (Tjänstemännens Centralorganisation أو TCO) والاتحاد السويدي للجمعيات المهنية (Sveriges) الأكاديميين المركزية أو ساكو). كلاهما مستقلان عن الأحزاب السياسية في السويد ولا يوافقان أبدًا على المرشحين لمنصب في الانتخابات السياسية.
لا يوجد حد أدنى للأجور يتطلبه التشريع. بدلاً من ذلك ، عادة ما يتم وضع معايير الحد الأدنى للأجور في القطاعات المختلفة عن طريق المفاوضة الجماعية. تتم تغطية حوالي 90 ٪ من جميع العمال من خلال الاتفاقات الجماعية ، في القطاع الخاص حوالي 85 ٪ (2016). يتم تحقيق تغطية عالية للاتفاقيات الجماعية على الرغم من عدم وجود آليات الدولة التي تمتد الاتفاقات الجماعية لتشمل صناعات أو قطاعات بأكملها. وهذا يعكس هيمنة التنظيم الذاتي (التنظيم من قبل أطراف سوق العمل نفسها) على تنظيم الدولة في العلاقات الصناعية السويدية.
لم تنضم السويد إلى الاتحاد النقدي الأوروبي (الاتحاد الاقتصادي والنقدي / اليورو) ولن تنضم في المستقبل المنظور. عندما كانت القضية على جدول الأعمال ، كانت الحركة النقابية السويدية منقسمة جدًا. على عكس الموقف الإيجابي للغاية لرابطات أرباب العمل ، كان الرأي العام للنقابة والملف منقسمًا لدرجة امتنعت العديد من النقابات ، بالإضافة إلى اتحادات النقابات العمالية LO و TCO و SACO عن اتخاذ موقف رسمي.

### القوى العاملة
زاد الفرق في الأجور المنخفضة تقليديًا في السنوات الأخيرة نتيجة لزيادة المرونة حيث تعزز دور تحديد الأجور على مستوى الشركة إلى حد ما. ومع ذلك ، يحصل الموظفون السويديون غير المهرة على أجور جيدة بينما يتقاضى الموظفون السويديون المتعلمون أجورًا منخفضة مقارنةً بالموظفين في الدول المنافسة في أوروبا الغربية والولايات المتحدة. متوسط الزيادات في الأجور الحقيقية في السنوات الأخيرة كانت عالية بالمعايير التاريخية ، ويعزى ذلك إلى حد كبير إلى استقرار الأسعار غير المتوقع. ومع ذلك ، فإن الأجور الاسمية في السنوات الأخيرة كانت أعلى قليلاً من الأجور في البلدان المنافسة. وهكذا ، في حين ارتفعت أجور القطاع الخاص بمعدل سنوي متوسط قدره 3.75 ٪ من عام 1998 إلى عام 2000 في السويد ، كانت الزيادة المماثلة في منطقة الاتحاد الأوروبي 1.75 ٪. في عام 2000، بلغ إجمالي القوى العاملة حوالي 4.4 مليون شخص.

#### الخصخصة المستمرة والنهائية
أعلنت الحكومة السويدية أنها ستقوم بخصخصة عدد من الشركات المملوكة للدولة كلياً وجزئياً. «سيتم استخدام الدخل من هذه المبيعات لسداد الدين الحكومي وتخفيف عبء الدين عن الأجيال المقبلة. طموح الحكومة هو بيع الشركات بقيمة 200 مليار كرونة سويدية خلال 2007-2010».

#### الخصخصة الجارية
- Te l i a So n era - الاتصالات. 37.3 ٪ مملوكة من قبل الحكومة السويدية. تم بيع ما قيمته 18 مليار كرونا سويدية مما قلل من ملكية الدولة من 45.3٪ إلى 37.3٪.
- مجموعة ساس - شركات الطيران. 14.8 ٪ مملوكة من قبل الحكومة السويدية. في 13 أكتوبر 2016، باعت الحكومة السويدية 13,8 مليون سهم بقيمة 213,9 مليون كرونة سويدية. صرح وزير المؤسسة ، ميكائيل دامبيرج أن «هناك أسباب وجيهة لعدم وجود حكومة سويدية على المدى الطويل لشركة طيران متداولة علنيًا هذا البيع يمثل خطوة أولى نحو تقليل ملكية الحكومة السويدية في شركة مسؤولة الطريقة».

#### الخصخصة المكتملة
- O M X - البورصة. تم بيع الأسهم إلى بورصة دبي مقابل 2.1 مليار كرونة سويدية.
- فين وسبريت. تم بيعه إلى Pernod R i c a rd مقابل 5.626 مليار يورو.
- V a a k r o n an. تم بيعها إلى AP Fa s ti g he t e r مقابل 4.3 مليار يورو.
- بنك الشمال 19.5 ٪ مملوكة من قبل الحكومة السويدية. تم بيع آخر مجموعة من الأسهم الحكومية في سبتمبر

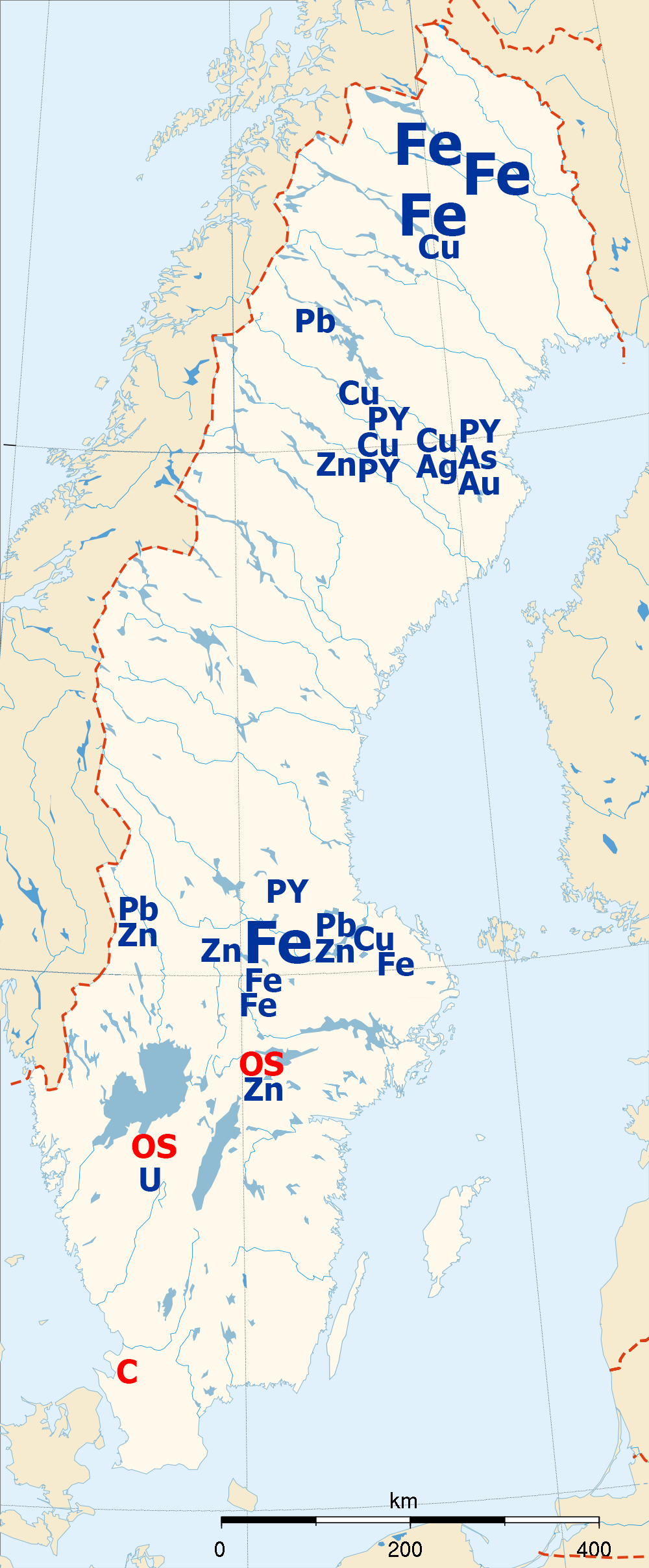
Natural resources of Sweden. Fe — [./https://en.wikipedia.org/wiki/Iron_ore iron ore], PY — [./https://en.wikipedia.org/wiki/Pyrite pyrite], Cu — [./https://en.wikipedia.org/wiki/Copper copper], Zn — [./https://en.wikipedia.org/wiki/Zinc zinc], As — [./https://en.wikipedia.org/wiki/Arsenic arsenic], Ag — [./https://en.wikipedia.org/wiki/Silver silver], Au — [./https://en.wikipedia.org/wiki/Gold gold], Pb — [./https://en.wikipedia.org/wiki/Lead lead], U — [./https://en.wikipedia.org/wiki/Uranium uranium]؛ in red: C — [./https://en.wikipedia.org/wiki/Coal coal], OS — [./https://en.wikipedia.org/wiki/Oil_shale oil shale

نمو الناتج المحلي الإجمالي في السويد بين 1996–2006

]